# Награди „Оскар“ (35-а церемония)
Тридесет и петата церемония по връчване на филмовите награди „Оскар“ се провежда на 8 април 1963 година. На нея се връчват призове за най-добри постижения във филмовото изкуство за предходната 1962 година. Домакин на събитието отново е „Санта Моника Аудиториум“, Санта Моника, Калифорния. Водещ на представлението е Франк Синатра.
Големият победител на вечерта е британския епос „Лорънс Арабски“ на режисьора Дейвид Лийн с 10 номинации в различните категории, печелейки 7 от тях. Сред останалите основни заглавия са „Да убиеш присмехулник“ на Робърт Мълиган, „Чудотворецът“ на Артър Пен, „Бунтът на Баунти“ на Люис Майлстоун и военната суперпродукция „Най-дългият ден“.
След миналогодишната инвазия на чуждоезични представители в основните категории, на настоящата церемония отново се регистрира такъв пробив от италианската продукция „Развод по италиански“ на Пиетро Джерми със звездата Марчело Мастрояни в главната роля.

## Филми с множество номинации и награди
| Долуизброените филми получават повече от 2 номинации в различните категории за настоящата церемония: - 10 номинации: „Лорънс Арабски“ - 8 номинации: „Да убиеш присмехулник“ - 7 номинации: Бунтът на Баунти - 6 номинации: „Музикалният човек“ - 5 номинации: „Дни на вино и рози“, „Най-дългият ден“, „Чудотворецът“, „Какво се случи с Бейби Джейн?“ - 4 номинации: „Птичарят от Алкатраз“, „Чудесният свят на братя Грим“ - 3 номинации: „Развод по италиански“, „Циганка“, „Сладката птичка на младостта“, „Допир на визон“ | Долуизброените филми получават повече от 1 награда „Оскар“ на настоящата церемония:. - 7 статуетки: „Лорънс Арабски“ - 3 статуетки: „Да убиеш присмехулник“ - 2 статуетки: „Най-дългият ден“, „Чудотворецът“ |

## Номинации и награди
Долната таблица показва номинациите за наградите в основните категории. Победителите са изписани на първо място с удебелен шрифт.
| Най-добър филм | Най-добър режисьор |
| --- | --- |
| - Лорънс Арабски - Най-дългият ден - Музикалният човек - Бунтът на Баунти - Да убиеш присмехулник | - Дейвид Лийн – Лорънс Арабски - Пиетро Джерми – Развод по италиански - Робърт Мълиган – Да убиеш присмехулник - Артър Пен – Чудотворецът - Франк Пери – Дейвид и Лиза                                  |
| Най-добра мъжка роля | Най-добра женска роля |
| - Грегъри Пек – Да убиеш присмехулник - Бърт Ланкастър – Птичарят от Алкатраз - Джак Лемън – Порочни игри - Марчело Мастрояни – Развод по италиански - Питър О'Тул – Лорънс Арабски                                                                       | - Ан Банкрофт – Чудотворецът - Бети Дейвис – Какво се случи с Бейби Джейн? - Катрин Хепбърн – Дългият път на деня към нощта - Джералдин Пейдж – Сладката птичка на младостта - Лий Ремик – Порочни игри |
| Най-добра поддържаща мъжка роля | Най-добра поддържаща женска роля |
| - Ед Бигли – Сладката птичка на младостта - Виктор Буоно – Какво се случи с Бейби Джейн? - Тели Савалас – Птичарят от Алкатраз - Омар Шариф – Лорънс Арабски - Терънс Стамп – Били Бъд                                                                    | - Пати Дюк – Чудотворецът - Мери Бедъм – Да убиеш присмехулник - Шърли Найт – Сладката птичка на младостта - Анджела Лансбъри – Кандидатът от Манджурия - Телма Ритър – Птичарят от Алкатраз            |
| Най-добър оригинален сценарий | Най-добър адаптиран сценарий |
| - Развод по италиански – Еньо де Кончини, Алфредо Джанети и Пиетро Джерми - Като в огледало – Ингмар Бергман - Фройд – Чарлс Кауфман и Волфганг Рейнхарт - Миналата година в Мариенбад – Ален Роби-Грилет - Допир на визон – Стенли Шапиро и Нейт Монстър | - Да убиеш присмехулник – Хортън Фут - Лорънс Арабски – Робърт Болт - Чудотворецът – Уилям Гибсън - Лолита – Владимир Набоков - Дейвид и Лиза – Елеанор Пери                                            |
| Най-добър чуждоезичен филм | |
| - Неделите и Сибел (Франция) - Електра (Гърция) - Четирите дни на Неапол (Италия) - Изпълнител на обещания (Бразилия) - Тлаюкан (Мексико) | |